# Министерство культуры Республики Таджикистан
Министерство культуры Республики Таджикистан (тадж. Вазорати фарҳанги Ҷумҳурии Тоҷикистон) — центральный орган исполнительной власти Республики Таджикистан, отвечающий за разработку и реализацию государственной политики и правовое регулирование деятельности в сфере культуры, искусства, издательского дела и авторского права.
Министерство культуры действует на основе Конституции Республики Таджикистан, конституционных законов Республики Таджикистан, законов Республики Таджикистан, указов Президента Таджикистана, постановлений Правительства Республики Таджикистан, Палаты представителей и Национального совета Высшего собрания Республики Таджикистан, международно-правовых документов, признанные Республикой Таджикистан.

## История
В мае 1938 года в Таджикистане был создан Дом народного творчества, который отвечал за управление учреждениями культуры, театрами, культурно-развлекательными парками, красными чайханами, библиотеками и давал методические консультации. С увеличением культурно-развлекательных учреждений возрос спрос на их управление и руководство. Поэтому в 1944 году решением Совета Народных Комиссаров при Правительстве Таджикской ССР был создан Отдел искусств, который возглавил молодой поэт Мирзо Турсунзаде. 25 апреля 1953 г. на базе Управления искусств было создано Министерство культуры Таджикистана. В короткий срок структура министерства, его отделы и подструктуры были организованы и реорганизованы и приступили к работе. В 1995 году в результате объединения Министерства культуры, печати и новостей, Комитета по телерадиовещанию и кинематографии было образовано Министерство культуры и информации, которое в конце 1997 года было названо Министерством культуры.

## Министры
В разные годы министрами были:
- Муса Раджабов (1953—1955 год);
- Касым Хакимзаде (1955—1958 год);
- Аликул Имамов (1958—1961 год);
- Мирзо Рахматов (1961—1966 год);
- Мехрубон Назаров (1966—1979 год);
- Султан Мирзошоев (1979—1987 год);
- Нур Табар (1987—1990 год);
- Тамара Абдушукурова (1990—1992 год);
- Ато Хамдам (1992—1995 год);
- Бабахан Махмадов (1995—2001 год);
- Абдурахим Рахимов (2001 год);
- Караматулло Олимов (2001—2004 год);
- Раджабмад Амиров (2004—2006 год);
- Мирзошохрух Асрори (2006—2013 год);
- Шамсиддин Орумбекзода (2013—2020 год);
- Зульфия Давлатзода (2020—2024 год).
- Действующий министр культуры Матлубахон Сатториён назначен с 29 января 2024 г.[2]